# Cronoscalata Monte Erice
La Cronoscalata Monte Erice è una competizione automobilistica che si tiene ogni anno sulla Strada Regionale Valderice - Erice, con partenza da Valderice - Erice SR 1 Immacolatella Erice al Km. 1+200 ed arrivo a Erice - Viale delle Pinete al Km. 7,000.
È una gara del tipo cronoscalata ed è una prova valida per il Campionato Italiano Velocità Montagna (CIVM), per il Campionato Italiano Velocità Salita Autostoriche (CIVSA), per il Campionato Italiano Bicilindriche e dal 2024 per il Campionato Italiano Supersalita.
La lunghezza attuale del percorso (da effettuare su due sessioni di gara) è di 5730 metri (11460 metri totali) e la pendenza media è del 7,05%, con un dislivello tra partenza ed arrivo di 410 metri. Dal 2022 al km. 3,550 dalla partenza è stata inserita una chicane artificiale composta da tre barriere di rallentamento. 

## Storia

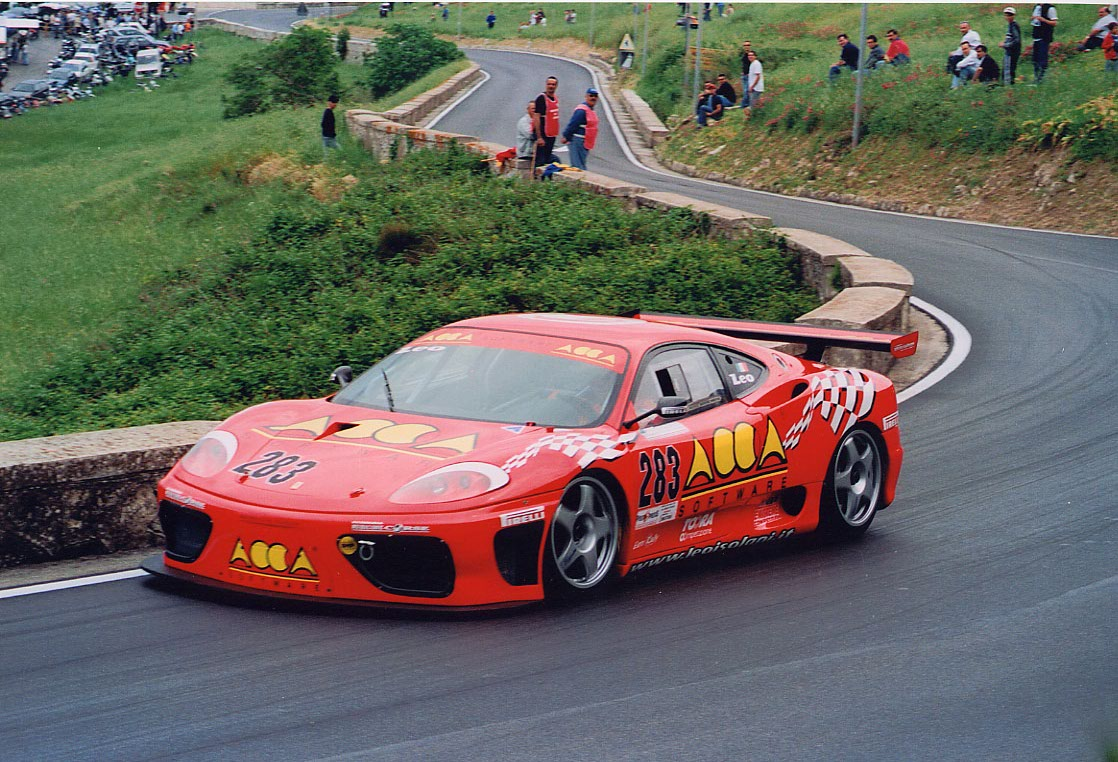
Leo Isolani, Monte Erice 2003

La prima edizione della Monte Erice, disputata il 5 Settembre 1954, è stata vinta da Pasquale Tacci al volante di una Alfa Romeo 1900 TI. Il percorso dell'epoca era lungo 16550 metri, con partenza da Piazza Vittorio Emanuele a Trapani.
Negli anni molte volte è stato modificato il percorso: nel biennio 1954-55 il percorso era di 16550 metri; nel biennio 1956-57 il percorso era di 13920 metri; dal 1958 al 1962 il percorso venne ridotto a 7000 metri; dal 1963 al 1984 (tranne il 1981 con lunghezza di 5750 metri) il percorso era di 6670 metri; venne accorciato per altre due volte, nel 1985 con lunghezza di 5890 metri e nel biennio 1986-87 con lunghezza di 5790 metri. Dal 1988 fu introdotta la formula delle due manches. Il percorso di 11780 metri (5890 metri da ripetere per due volte) non subi più nessuna variazione fino al 2009, quando venne accorciato a 11460 metri (5730 metri da ripetere per due volte).
Negli anni è stata valevole per il Campionato Europeo della Montagna, il Challenge FIA, Coppa Europa, Campionato Italiano di velocità di Montagna, Campionato Internazionale Challenge FIA.
La Monte Erice per vari motivi organizzativi non venne disputata nel 1961, 1976, 1977, 1980 e nel 2013. Tra i vincitori Nino Vaccarella, Ludwig Von Kappen, Amphicar (Eugenio Renna), Benny Rosolia, Enrico Grimaldi, Simone Faggioli.
La 66ª edizione della cronoscalata si è disputata il 28 aprile 2024.

## Albo d'oro
| Anno | Pilota                     | Vettura                          |
| ---- | -------------------------- | -------------------------------- |
| 1954 | Pasquale Tacci (1)         | Alfa Romeo 1900 TI               |
| 1955 | Francesco Arezzo (1)       | Fiat 8V                          |
| 1956 | Edoardo Lualdi Gabardi (1) | Ferrari                          |
| 1957 | Edoardo Lualdi Gabardi (2) | Ferrari                          |
| 1958 | Mennato Boffa (1)          | Maserati                         |
| 1959 | Nino Vaccarella (1)        | Maserati                         |
| 1960 | Nino Vaccarella (2)        | Maserati                         |
| 1961 | non disputata              | non disputata                    |
| 1962 | Nino Todaro (1)            | Maserati                         |
| 1963 | Nino Todaro (2)            | Maserati                         |
| 1964 | Mennato Boffa (2)          | Maserati                         |
| 1965 | Nino Vaccarella (3)        | Ferrari 250 LN                   |
| 1966 | Giacomo Moioli (1)         | Porsche 906                      |
| 1967 | Ferdinando Latteri (1)     | Ferrari "Dino"                   |
| 1968 | Ignazio Capuano (1)        | Porsche 910                      |
| 1969 | Angelo Giliberti (1)       | Fiat Abarth                      |
| 1970 | Eugenio Renna (1)          | Fiat Abarth                      |
| 1971 | Eugenio Renna (2)          | Fiat Abarth                      |
| 1972 | Angelo Giliberti (2)       | Osella Abarth                    |
| 1973 | Eugenio Renna (3)          | Chevron B/23                     |
| 1974 | Angelo Giliberti (3)       | Chevron B/27                     |
| 1975 | Eugenio Renna (4)          | Chevron B/26                     |
| 1976 | non disputata              | non disputata                    |
| 1977 | non disputata              | non disputata                    |
| 1978 | Enrico Grimaldi (1)        | Osella PA/4                      |
| 1979 | Luigi Sartorio (1)         | Osella PA/6                      |
| 1980 | non disputata              | non disputata                    |
| 1981 | Piero La Pera (1)          | Lola                             |
| 1982 | Benny Rosolia (1)          | Osella                           |
| 1983 | Benny Rosolia (2)          | Osella                           |
| 1984 | Benny Rosolia (3)          | Osella PA/9                      |
| 1985 | Enrico Grimaldi (2)        | Osella PA/9                      |
| 1986 | Benny Rosolia (4)          | Osella PA/9                      |
| 1987 | Benny Rosolia (5)          | Osella PA/9                      |
| 1988 | Enrico Grimaldi (3)        | Osella PA/9                      |
| 1989 | Benny Rosolia (6)          | Osella PA/9                      |
| 1990 | Enrico Grimaldi (4)        | Osella PA/9.90                   |
| 1991 | Mauro Nesti (1)            | Osella PA/9.90                   |
| 1992 | Enrico Grimaldi (5)        | Osella PA/9.90                   |
| 1993 | Mauro Nesti (2)            | Lucchini BMW 3000                |
| 1994 | Mauro Nesti (3)            | Lucchini BMW 3000                |
| 1995 | Mauro Nesti (4)            | Lucchini BMW 3000                |
| 1996 | Pasquale Irlando (1)       | Osella PS 20S BMW                |
| 1997 | Franz Tschager (1)         | Lucchini BMW                     |
| 1998 | Enrico Grimaldi (6)        | Sighinolfi BMW                   |
| 1999 | Mirko Savoldi (1)          | Lucchini P1-98 BMW               |
| 2000 | Pasquale Irlando (2)       | Osella BMW PA20S                 |
| 2001 | Enrico Grimaldi (7)        | Osella BMW PA20S                 |
| 2002 | Franco Cinelli (1)         | Osella BMW PA20S                 |
| 2003 | Simone Faggioli (1)        | Osella BMW PA20S                 |
| 2004 | Fabrizio Fattorini (1)     | Osella BMW PA20S                 |
| 2005 | Franco Cinelli (2)         | Osella BMW PA20S                 |
| 2006 | Simone Faggioli (2)        | Osella PA21S Honda               |
| 2007 | Fulvio Giuliani (1)        | Lancia Delta                     |
| 2008 | Christian Merli (1)        | Lola B99                         |
| 2009 | Simone Faggioli (3)        | Osella FA/30                     |
| 2010 | Simone Faggioli (4)        | Osella FA/30                     |
| 2011 | Simone Faggioli (5)        | Osella FA/30                     |
| 2012 | Francesco Leogrande (1)    | Gloria CP8                       |
| 2013 | Salvatore Riolo            | Osella PA9/90 BMW                |
| 2014 | Christian Merli (2)        | Osella PA 2000 Honda             |
| 2015 | Domenico Scola (1)         | Osella PA 2000 Honda             |
| 2016 | Simone Faggioli (6)        | Norma M20 FC Zytek               |
| 2017 | Domenico Scola (2)         | Osella FA/30                     |
| 2018 | Christian Merli (3)        | Osella FA30 Zytek LRM            |
| 2019 | Simone Faggioli (7)        | Norma M20 FC                     |
| 2020 | Simone Faggioli (8)        | Norma M20 FC Zytek               |
| 2021 | Domenico Scola (3)         | Osella Honda Pa 21 Evo 2000 E2SC |
| 2022 | Simone Faggioli (9)        | Norma M20 FC Bardhal             |
| 2023 | Simone Faggioli (10)       | Norma M20 FC Zytec               |

1. ↑  alias Noris
2. ↑  alias Ludwig Von Kappen
3. ↑  alias Bitter
4. ↑  alias Amphicar
5. ↑  alias Amphicar
6. ↑  alias Amphicar
7. ↑  alias Amphicar
8. ↑  alias Popsy Pop
9. ↑  Dall'edizione 1988 la gara si disputa in due manches